# Erannis transbaikalica
Erannis transbaikalica là một loài bướm đêm trong họ Geometridae.